# Antoine Demoitié

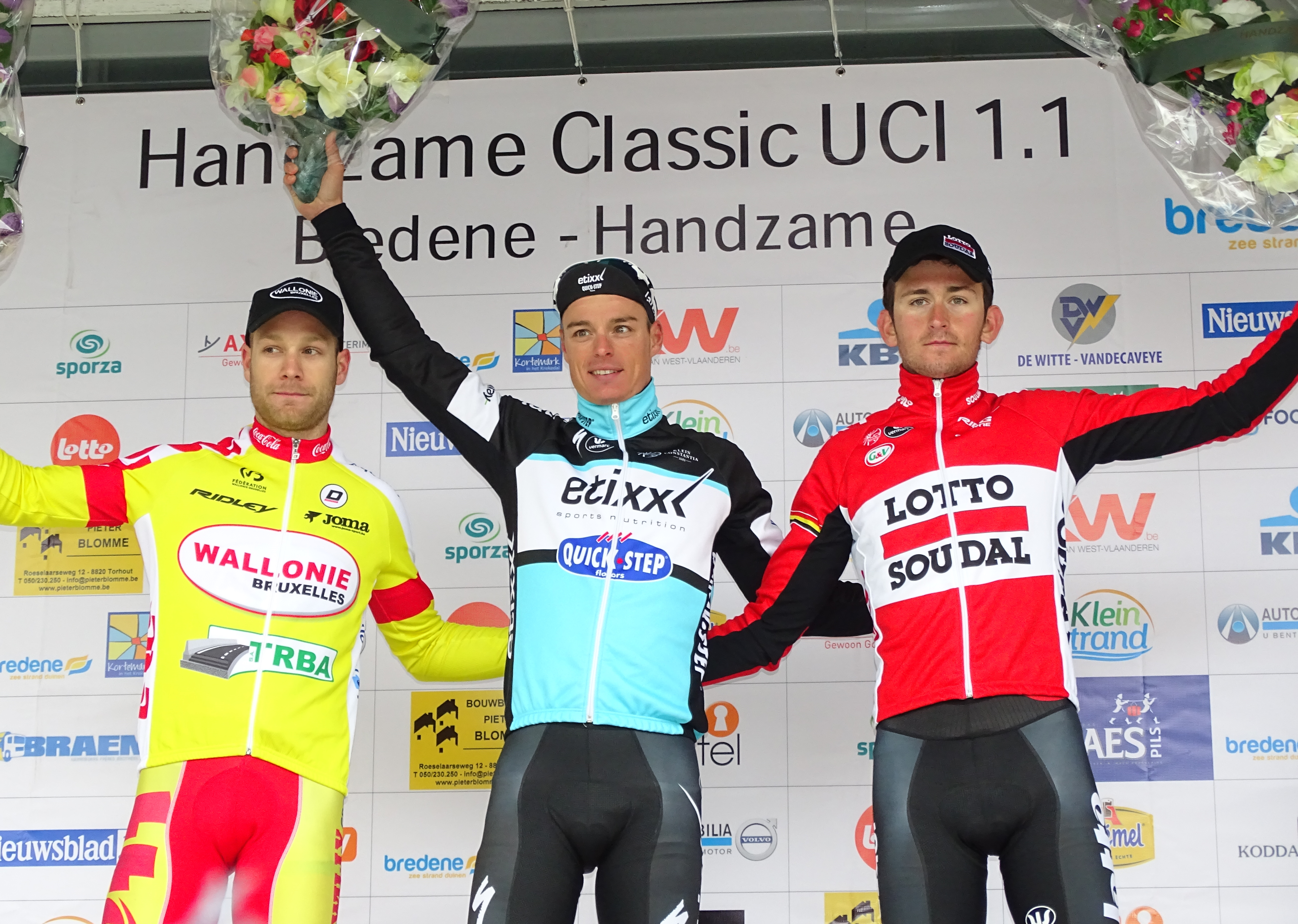
Handzame Classic 2015: Antoine Demoitié (2), Gianni Meersman (1) & Tiesj Benoot (3).

Antoine Demoitié (Lieja, 16 de octubre de 1990-Lille, 27 de marzo de 2016) fue un ciclista profesional belga. 
Corría para el equipo Wanty-Groupe Gobert de categoría Profesional Continental. Falleció el 27 de marzo de 2016 en Lille tras sufrir una caída y un posterior atropello en la Gante-Wevelgem 2016.

## Palmarés
2012
- 1 etapa del Triptyque des Monts et Châteaux
- 2 etapas del Carpathia Couriers Paths

2014
- Tour de Finisterre

2015
- 1 etapa del Circuito de las Ardenas